# Clara Wahlström
Clara Elisabeth Wahlström, född 22 juli 1858 i Munktorps församling, död 2 februari 1941 i Gagnefs församling, var en svensk lärare och aktivist. Hon är känd för sin verksamhet mot människohandel. 
Clara Wahlström  var dotter till kyrkoherden Johan Gustaf Wahlström och Ida Schmidt samt syster till Lydia Wahlström.
Hon studerade flera år i Paris, bland annat vid Collège de France och Sorbonne. Mellan 1891 och 1909 var hon lärare vid Brummerska skolan i Stockholm.
Hon beskrivs som föreningen Vaksamhets ledande företrädare och hon satt i styrelsen från dess grundande 1902 till sin död 1941. Hon representerade Vaksamhet på de internationella konferenserna och kongresserna, höll föredrag i Sverige och upprätthöll kontakten med den internationella föreningen, National Vigilance Association (NVA). Hon skrev Vaksamhets informationsmaterial och representerade regelbundet Vaksamhet i den svenska pressen.